# Schloss Knutstorp

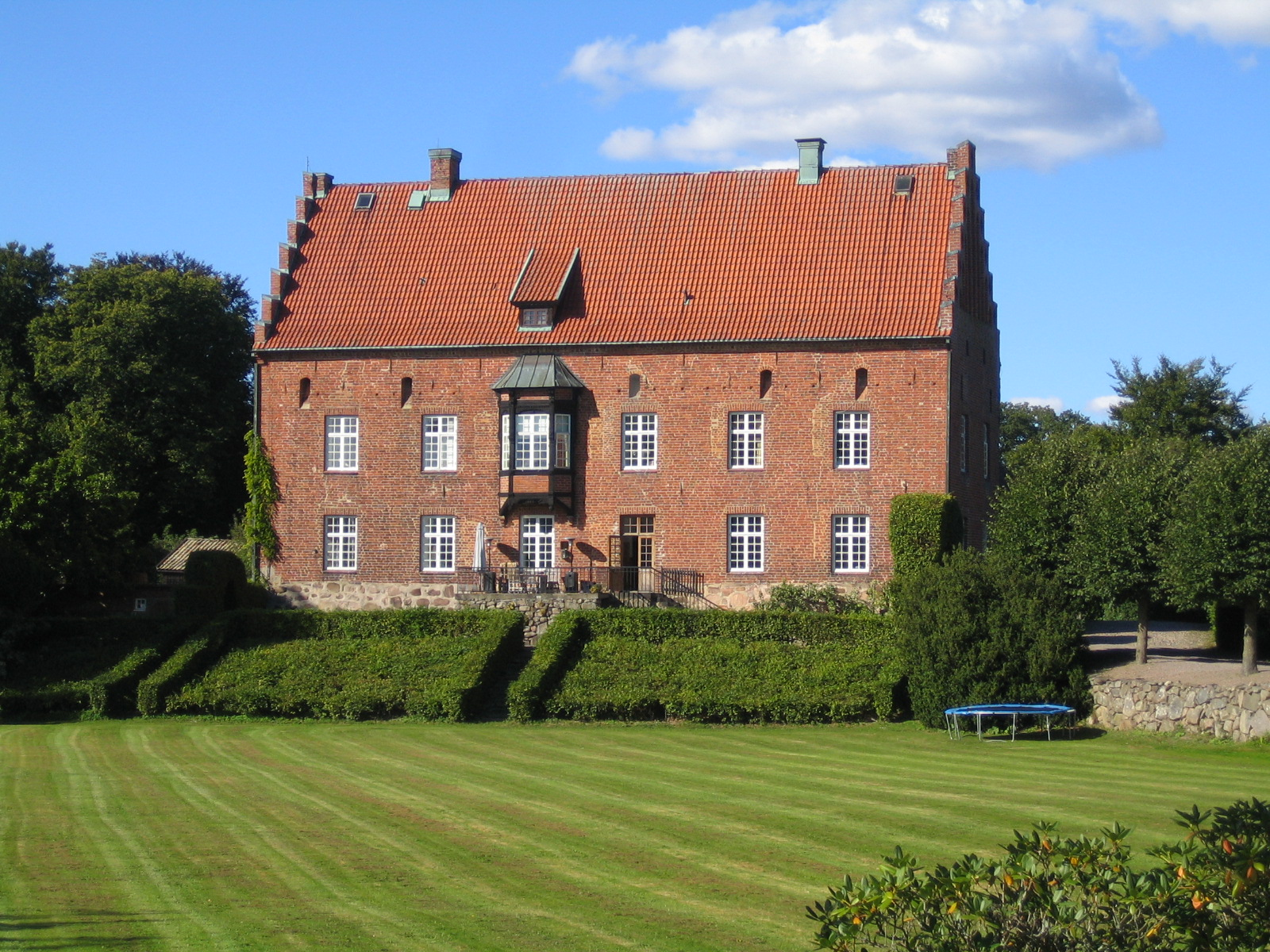
Schloss Knutstorp

Schloss Knutstorp (dänisch Knudstrup) ist ein Herrensitz in der südschwedischen Gemeinde Svalöv. Das Schloss befindet sich in der Landschaft Schonen (Provinz Skåne län) nahe Landskrona.
Knutstorp war ein Landgut seit der Mitte des 14. Jahrhunderts. Am Ende des Mittelalters kam es in den Besitz des dänischen Adelsgeschlechts Brahe, welche es bis 1663 besaß. Der Astronom Tycho Brahe wurde hier am 14. Dezember 1546 geboren.
Seitdem gehörte es den Mitgliedern der Adelsfamilien Tott und Anckarstjerna. Das Schloss wurde 1771 an Graf Fredrik Georg Hans Karl Wachtmeister verkauft, dessen Familie es noch heute besitzt.
Die Gebäude stammen aus der Mitte des 16. Jahrhunderts, zu Bränden kam es 1678 und 1956.

## Sonstiges
In der Nähe des Anwesens befindet sich der Ring Knutstorp, eine bekannte schwedische Motorsportstrecke.